# Bako Ratsifa
Bako Ratsifa (sinh ngày 18 tháng 3 năm 1964) là một vận động viên bơi lội người Malagasy. Bà đã tham gia hai nội dung tại Thế vận hội Mùa hè 1980.
Cô là em gái của vận động viên bơi lội Olympic Vola Hanta Ratsifandrihamanana (sinh năm 1970), người đã bơi trong đại hội thể thao năm 1992 tại Barcelona.